# Leiocarpa serpens
Leiocarpa serpens là một loài thực vật có hoa trong họ Cúc. Loài này được Paul G.Wilson mô tả khoa học đầu tiên năm 2001.